# フールナイト
『フールナイト』 (Fool Night) は、安田佳澄による日本の漫画作品。2020年11月13日より小学館の青年漫画誌『ビッグコミックスペリオール』にて連載中。

## あらすじ
ぶ厚い雲に覆われ陽が差さなくなった遥か未来の地球。
植物が枯れ酸素も薄くなった世界。
しかし人類は、人を植物に変える技術を開発し、わずかな酸素を作り出して生き延びていた。
先の見えない世界でも人として生きるか、苦しみを捨て植物として新たな生へ踏み出すか。
人々は選択を迫られるーー。  

## 登場人物
神谷トーシロー（）
貧困に苦しむ青年。劣悪な労働環境や精神を病んだ母親との生活に追い詰められ、転花に希望を見出す。転花手術を受けた、影響で霊花の声を聞く能力を得る。ヨミコの紹介で国立転花院の特例臨時職員となる。
 蓬莱 ヨミコ（）
トーシローの幼馴染の女性。国立転花院「無し課」所属の職員。美味しいものを食べるのが何よりの楽しみ。
トーシローが霊花の声を聞けると知り、霊花探しを依頼する。その見返りとして、職を求めるトーシローに国立転花院での仕事を紹介する。
 平岸 ジン（）
国立転花院「無し課」の課長でありヨミコとトーシローの上司。
 八束 アキラ（）
強い出世欲を持つ第四転花院管理部の副部長。トーシローを見下している。
 叶野（）
国境を警備していた元軍人。現在はアキラのボディーガードを務める。

## 用語
転花（）
人間を「霊花」と呼ばれる植物にする技術。死期の近い人間に「種」を埋め込むことで、その者の魂を糧に、約2年の時をかけてさまざまな植物になる。ほとんどの植物が枯れて酸欠状態になった地球で、人々は霊花が生み出すわずかな酸素で生き延びている。転花手術後、本人には支援金として1000万円が支払われる。
 霊花（）
転花が終わり、植物になった元人間。樹木や観葉植物、花など形態はさまざま。微弱な光でも酸素を産み出せる。原則的に国が所有する資源であり、破損・破壊することは禁止されている。

## 執筆・制作背景
作者の安田佳澄は兵庫県出身。第76回小学館新人コミック大賞（青年部門）入選後、漫画アプリで『電波青年』を初連載し、本作を『ビッグコミックスペリオール』で立ち上げた。

## 書誌情報
- 安田佳澄『フールナイト』 小学館〈ビッグコミックス〉、既刊11巻（2025年7月30日現在）
  1. 2021年3月30日発売[2]、ISBN 978-4-09-860866-9
  2. 2021年8月30日発売[3]、ISBN 978-4-09-861132-4
  3. 2022年1月28日発売[4]、ISBN 978-4-09-861239-0
  4. 2022年6月30日発売[5]、ISBN 978-4-09-861319-9
  5. 2022年11月30日発売[6]、ISBN 978-4-09-861473-8
  6. 2023年4月28日発売[7]、ISBN 978-4-09-861696-1
  7. 2023年9月28日発売[8]、ISBN 978-4-09-862527-7
  8. 2024年3月29日発売[9]、ISBN 978-4-09-862693-9
  9. 2024年9月30日発売[10]、ISBN 978-4-09-863036-3
  10. 2025年2月28日発売[11]、ISBN 978-4-09-863205-3
  11. 2025年7月30日発売[12]、ISBN 978-4-09-863521-4

## 評価・反響
- 次にくるマンガ大賞（2022年）コミックス部門ノミネート [13]
- 「このマンガがすごい！2023」オトコ編 12位[14]
- 第50回アングレーム国際漫画祭「ベストコミック」部門ノミネート [15]
- 2023 Japan Expo Awards（DARUMA賞）最優秀サスペンス賞 [16]